# Partia Shqiptare Demokristiane e Kosovës
Die Partia Shqiptare Demokristane e Kosovës (Kurzbezeichnung: PSHDK; albanisch für „Albanische Christdemokratische Partei des Kosovo“) ist eine politische Partei im Kosovo. Ukë Berisha ist Parteivorsitzender.

## Geschichte
Bei den Parlamentswahlen 2004 erreichte die Partei 1,8 % der Wählerstimmen und somit zwei von 120 Parlamentssitzen.
Die Partia Shqiptare Demokristiane e Kosovës kooperierte anlässlich der Parlamentswahl 2010/2011 mit der Partia Demokratike e Kosovës (PDK). Ziel dieser Kooperation mit der PDK war es die eigene Sitzanzahl im Parlament zu erhöhen. Die PSHDK war seit der Unabhängigkeit des Kosovo im Jahre 2008 internen Machtkämpfen ausgesetzt. Mehrere Personen erhoben Anspruch auf den Parteivorsitz.